# Comté de Brazoria
Pour les articles homonymes, voir Brazoria.
Le comté de Brazoria, en anglais : Brazoria County, est un comté situé au sud-est de l'État du Texas aux États-Unis. Fondé le 1er mai 1832, son siège de comté est la ville d'Angleton.
Selon le recensement des États-Unis de 2020, sa population est de 372 031 habitants. Le comté a une superficie de 4 166,1 km2, dont 3 516,4 km2 en surfaces terrestres. Le comté de Brazoria est l'un des 23 comtés originaux du Texas. Il est nommé en référence au fleuve Brazos.

## Organisation du comté
Le comté est fondé le 1er mai 1832 à partir des terres du comté d'Austin. Il est renommé comté de Columbia en avril 1834 puis renommé comté de Brazoria, le 12 novembre 1835. Le 17 mars 1836, il est intégré à la république du Texas. Après plusieurs réorganisations foncières, le comté est intégré à l'État du Texas aux États-Unis le 29 décembre 1845. Le 4 septembre 1947, les frontières du comté sont étendues jusqu'au golfe du Mexique.

## Géographie
Le comté de Brazoria se situe au sud-est de l'État du Texas, en bordure du golfe du Mexique et à l'embouchure du fleuve Brazos, aux États-Unis,. 
Il a une superficie totale de 4 166,1 km2, composée de 3 516,4 km2 de terres et de 649,7 km2 de zones aquatiques.

## Comtés adjacents
| comté de Fort Bend | comté de Harris   | comté de Galveston |
| comté de Wharton   | comté de Brazoria |                    |
| comté de Matagorda |                   |                    |

## Démographie
Lors du recensement de 2010, le comté comptait une population de 313 166 habitants. En 2017, la population est estimée à 362 457 habitants,.
| Groupes           | Comté de Brazoria | Texas | États-Unis |
| ----------------- | ----------------- | ----- | ---------- |
| Blancs            | 70,1              | 70,4  | 72,4       |
| Afro-Américains   | 12,1              | 11,9  | 12,6       |
| Autres            | 9,2               | 10,6  | 6,4        |
| Asiatiques        | 5,5               | 3,8   | 4,8        |
| Métis             | 2,6               | 2,5   | 2,7        |
| Amérindiens       | 0,6               | 0,7   | 0,9        |
| Total             | 100               | 100   | 100        |
|                   |                   |       |            |
| Latino-Américains | 27,7              | 37,6  | 16,7       |

Pyramide des âges du comté de Brazoria (2000).

Selon l'American Community Survey, pour la période 2011-2015, 74,17 % de la population âgée de plus de 5 ans déclare parler anglais à la maison, alors que 19,36 % déclare parler l’espagnol, 1,34 % le vietnamien, 1,10 % le tagalog, 0,53 % une langue africaine, 0,51 % une langue chinoise et 2,98 % une autre langue.